# Гонсалес, Омар
Ома́р Алеха́ндро Гонса́лес (англ. Omar Alejandro González; 11 октября 1988, Даллас, Техас, США) — американский футболист, защитник клуба «Даллас». Выступал за сборную США. Участник чемпионата мира 2014 года.
Родители Гонсалеса мексиканцы и у него двойное гражданство, поэтому он мог выступать, как за США, так и за Мексику.

## Клубная карьера

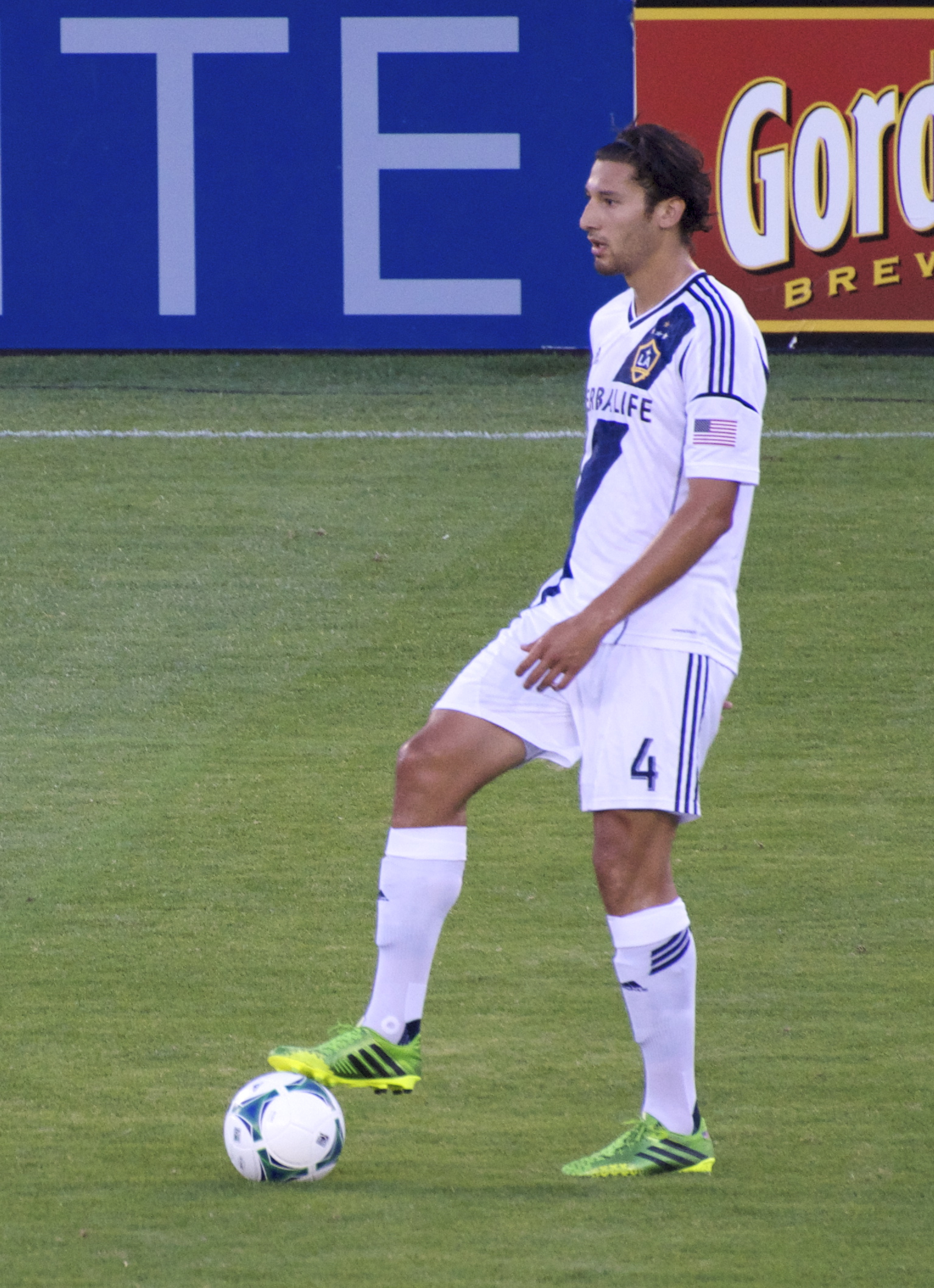
Гонсалес в составе «Лос-Анджелес Гэлакси»

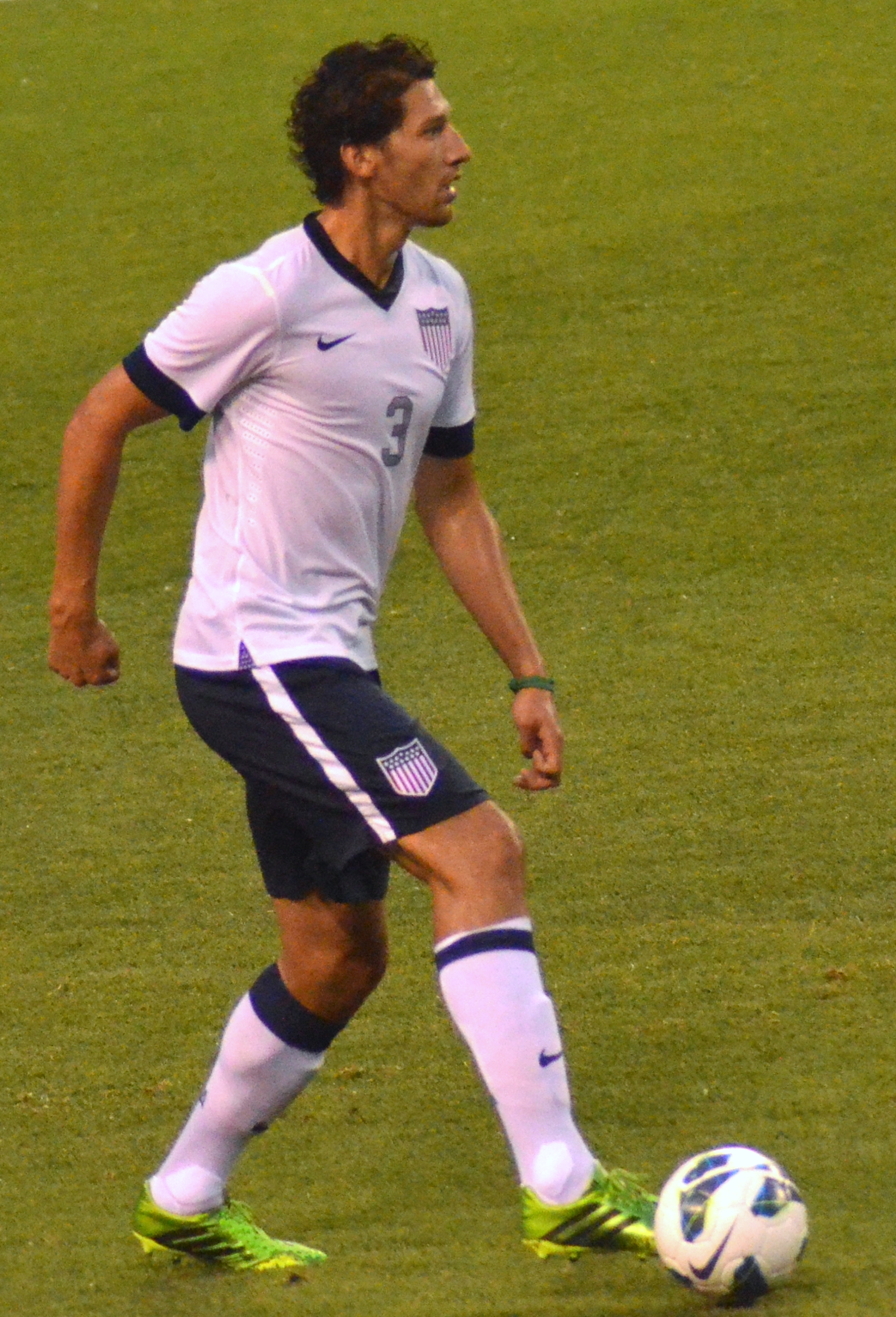
Гонсалес в сборной США

Во время обучения в Мэрилендском университете в Колледж-Парке в 2006—2008 годах Гонсалес выступал за университетскую команду в студенческой лиге.
В 2009 году на Супердрафте MLS Гонсалес был выбран под номером 3 клубом «Лос-Анджелес Гэлакси». Его профессиональный дебют состоялся 22 марта в матче против «Ди Си Юнайтед». 4 апреля в поединке против «Колорадо Рэпидз» он забил свой первый гол в карьере. В своём первом сезоне Гонсалес провёл все матчи в основном составе и был признан новичком года в MLS.
В 2010 году Гонсалес выступал за сборную звёзд MLS в поединке против «Манчестер Юнайтед». В том же году он помог «Гэлакси» завоевать Supporters’ Shield, а через он стал чемпионом MLS и во второй раз завоевал Supporters’ Shield. Также в 2011 году Омар был признан лучшим защитником в MLS. В январе 2012 года он был отдан в аренду в немецкий «Нюрнберг» до середины февраля. На одной из тренировок в столкновении со своим соотечественником Тимоти Чендлером Гонсалес травмировал колено и не смог дебютировать за клуб в Бундеслиге. В том же году после возвращения из аренды он помог «Гэлакси» во второй раз подряд завоевать Кубок MLS. 15 августа 2013 года Гонсалес подписал с «Лос-Анджелес Гэлакси» многолетний контракт по правилу назначенного игрока.
22 декабря 2015 года Омар перешёл в мексиканскую «Пачуку». 9 января 2016 в матче против «Тихуаны» Гонсалес дебютировал в мексиканской Примере. В дебюте он оформил голевую передачу на Франко Хара на 43-й минуте первого тайма. 7 февраля в поединке против «УНАМ Пумас» Омар забил свой первый гол за «Пачуку». В 2017 году Гонсалес помог «Пачуке» выиграть Лигу чемпионов КОНКАКАФ.
3 июня 2019 года было официально объявлено о переходе Гонсалеса в канадский клуб MLS «Торонто» после открытия трансферного окна 9 июля. За «Торонто» он дебютировал 13 июля в матче против «Монреаль Импакт». 29 сентября в матче против «Чикаго Файр» он забил свой первый гол за «Торонто». По окончании сезона 2021 «Торонто» отклонил опцию продления контракта с Гонсалесом.
22 декабря 2021 года Гонсалес на правах свободного агента присоединился к «Нью-Инглэнд Революшн», подписав двухлетний контракт. За бостонский клуб он дебютировал 26 февраля 2022 года в матче стартового тура сезона против «Портленд Тимберс». 16 сентября 2023 года в матче против «Колорадо Рэпидз» он забил свой первый гол в форме «Революшн». По окончании сезона 2023 срок контракта Гонсалеса с «Нью-Инглэнд Революшн» истёк.
10 января 2024 года Гонсалес на правах свободного агента подписал контракт с «Далласом» до конца сезона 2024 с опцией продления на сезон 2025. За «Даллас» он дебютировал 2 марта в матче против «Клёб де Фут Монреаль».

## Международная карьера
Гонсалес выступал за юношеские сборные США, в составе которых он участвовал в юношеском чемпионате мира 2005 и Панамериканских играх 2007.
10 августа 2010 года в товарищеском матче против сборной Бразилии Омар дебютировал за сборную США.
Летом 2013 года в составе национальной сборной Гонсалес завоевал Золотой кубок КОНКАКАФ. На турнире он сыграл в финальном поединке против сборной Панамы.
В 2014 году Гонсалес в составе сборной принял участие в чемпионате мира в Бразилии. На турнире он сыграл в матчах против команд Португалии, Германии и Бельгии.
В 2015 году Гонсалес принял участие в Золотом кубке КОНКАКАФ. На турнире он сыграл в матчах против команд Гаити, Кубы и Панамы. В поединке против кубинцев Омар забил свой первый гол за национальную команду.
В 2017 году Гонсалес во второй раз стал обладателем Золотого кубка КОНКАКАФ. На турнире он сыграл в матчах против сборных Панамы, Мартиники, Сальвадора, Коста-Рики и Ямайки. В поединках против сальвадорцев и мартиникцев Омар забил по голу. По итогам турнира он был включён в символическую сборную.
Гонсалес был включён в состав сборной США на Золотой кубок КОНКАКАФ 2019.

### Голы за сборную США
| #  | Дата         | Место                                     | Противник | Счёт | Результат | Соревнование                |
| -- | ------------ | ----------------------------------------- | --------- | ---- | --------- | --------------------------- |
| 1. | 18 июля 2015 | Эм-энд-ти Банк Стэдиум, Балтимор, США     | Куба      | 4:0  | 6:0       | Золотой кубок КОНКАКАФ 2015 |
| 2. | 12 июля 2017 | Реймонд Джеймс Стэдиум, Тампа, США        | Мартиника | 1:0  | 3:2       | Золотой кубок КОНКАКАФ 2017 |
| 3. | 19 июля 2017 | Линкольн Файненшел Филд, Филадельфия, США | Сальвадор | 1:0  | 2:0       | Золотой кубок КОНКАКАФ 2017 |

## Достижения
Командные
 «Лос-Анджелес Гэлакси»
- Обладатель Кубка MLS: 2011, 2012, 2014
- Обладатель Supporters’ Shield: 2010, 2011

 «Пачука»
- Чемпион Мексики: клаусура 2016
- Победитель Лиги чемпионов КОНКАКАФ: 2016/17

 США
- Обладатель Золотого кубка КОНКАКАФ: 2013, 2017

Индивидуальные
- Новичок года в MLS: 2009
- Защитник года в MLS: 2011
- Член символической сборной MLS: 2010, 2011, 2013, 2014
- Самый ценный игрок Кубка MLS: 2012
- Член символической сборной Золотого кубка КОНКАКАФ: 2017